# Hans Svedberg
Hans Svedberg (* 6. September 1931 in Piteå; † 27. Juli 2012) war ein schwedischer Eishockeyspieler.

## Karriere
Hans Svedberg verbrachte seine gesamte Vereinskarriere beim Skellefteå AIK, für dessen Profimannschaft er von 1955 bis 1965 in der Division 1, der damals höchsten schwedischen Spielklasse, aktiv war. In der Saison 1957/58 gewann er den Guldpucken als Schwedens Spieler des Jahres.

### International
Für Schweden nahm Svedberg an den Weltmeisterschaften 1957 und 1958 teil. Bei der WM 1957 gewann er mit seiner Mannschaft die Goldmedaille. Als bestes europäisches Team wurde Schweden zudem Europameister. Bei der WM 1958 gewann er mit seiner Mannschaft die Bronzemedaille.

## Erfolge und Auszeichnungen
- 1958 Guldpucken

### International
- 1957 Goldmedaille bei der Weltmeisterschaft
- 1958 Bronzemedaille bei der Weltmeisterschaft